# Aldos-2-ulozna dehidrataza
Aldos-2-ulozna dehidrataza (EC 4.2.1.110, piranozonska dehidrataza, AUDH, 1,5-anhidro-D-fruktoza dehidrataza (formira mikrotecin)) je enzim sa sistematskim imenom 1,5-anhidro--fruktoza hidrolijaza (formira mikrotecin). Ovaj enzim katalizuje sledeću hemijsku reakciju
1,5-anhidro--fruktoza {\displaystyle \rightleftharpoons } 2-hidroksi-2-(hidroksimetil)-2-piran-3(6H)-on + H2O (sveukupna reakcija)
(1a) 1,5-anhidro--fruktoza {\displaystyle \rightleftharpoons } 1,5-anhidro-4-dezoksi--glicero-heks-3-en-2-uloza + H2O
(1b) 1,5-anhidro-4-dezoksi--glicero-heks-3-en-2-uloza {\displaystyle \rightleftharpoons } 2-hidroksi-2-(hidroksimetil)-2-piran-3(6H)-on
Ovaj enzim katalizuje dva koraka u reakcionom putu degradacije glikogena i skroba.

## Literatura
- Nicholas C. Price; Lewis Stevens (1999). Fundamentals of Enzymology: The Cell and Molecular Biology of Catalytic Proteins (Third изд.). USA: Oxford University Press. ISBN 019850229X.
- Eric J. Toone (2006). Advances in Enzymology and Related Areas of Molecular Biology, Protein Evolution (Volume 75 изд.). Wiley-Interscience. ISBN 0471205036.
- Branden C; Tooze J. Introduction to Protein Structure. New York, NY: Garland Publishing. ISBN 0-8153-2305-0.
- Irwin H. Segel. Enzyme Kinetics: Behavior and Analysis of Rapid Equilibrium and Steady-State Enzyme Systems (Book 44 изд.). Wiley Classics Library. ISBN 0471303097.
- William P. Jencks (1987). Catalysis in Chemistry and Enzymology. Dover Publications. ISBN 0486654605.

## Spoljašnje veze
- Aldos-2-ulose+dehydratase на 